# Pereskia nemorosa
Pereskia nemorosa là một loài thực vật có hoa trong họ Cactaceae. Loài này được Rojas Acosta mô tả khoa học đầu tiên năm 1897.